# Ołeh Fedoruk
Ołeh Jewhenijowycz Fedoruk, ukr. Олег Євгенійович Федорук (ur. 27 października 1977, zm. 29 września 2014) – ukraiński piłkarz, grający na pozycji obrońcy.

## Kariera piłkarska

### Kariera klubowa
Wychowanek klubu Nywy Winnica, w którym w 1994 rozpoczął karierę piłkarską. Po sukcesie na juniorskich mistrzostwach w 1995 został zaproszony do Dynama Kijów. Występował w drugiej drużynie Dynama. Latem 1997 został piłkarzem Fortuny Szarogród, po czym długo występował w drużynach amatorskich. Dopiero latem 2001 wrócił do rozgrywek profesjonalnych w składzie klubu w którym zaczynał swoją karierę – Nywie Winnica. Na początku 2001 przeszedł do Desny Czernihów. Potem bronił barw klubów Ełektrometałurh Nikopol, Naftowyk Dolina i Helios Charków. Zakończył karierę piłkarską w zespole amatorskim FK Nieżyn.

### Kariera reprezentacyjna
W 1994 występował w juniorskiej reprezentacji Ukrainy, która na juniorskich mistrzostwach Europy w 1994, rozgrywanych w Irlandii, zajęła 3. miejsce. W 1996 bronił barw reprezentacji U-19.

## Sukcesy i odznaczenia

### Sukcesy reprezentacyjne
- brązowy medalista Mistrzostw Europy U-16: 1994